# Waldemar Guimarães
Waldemar de Oliveira Guimarães, ou apenas Waldemar Guimarães, (Salvador, 15 de dezembro de 1914 – Belém, 12 de abril de 1978) foi um servidor público e político brasileiro, outrora deputado federal pelo Pará.

## Dados biográficos
Filho de Alonso Ribeiro Guimarães e Virgínia de Oliveira Guimarães. Auxiliar da justiça paraense, dirigiu os departamentos de Serviço Público e de Material do respectivo poder, presidiu o Montepio dos Funcionários do estado e integrou o Conselho Rodoviário de Belém e foi provedor da Fundação Santa Casa de Misericórdia do Pará em diferentes oportunidades. Morou no Rio de Janeiro entre 1946 e 1959 como representante do governo paraense na então capital federal a convite dos governadores Otávio Meira, Moura Carvalho e Magalhães Barata. Nesse interregno, voltou ao Pará e figurou como suplente de deputado estadual via PSD em 1954. A morte de Magalhães Barata em 1959, resultou no segundo governo Moura Carvalho e este nomeou Waldemar Guimarães secretário de Fazenda. Com a eleição de Carvalho para prefeito de Belém em 1961, Guimarães foi nomeado secretário de Finanças.
Eleito deputado federal em 1962, perdeu a eleição para prefeito de Belém para Stélio Maroja em 1965. Dias depois, o Regime Militar de 1964 impôs o bipartidarismo e nisso Waldemar Guimarães ingressou na ARENA, mas não se reelegeu em 1966. Sobrinho de Duarte de Oliveira, é pai de Alonso Mariath Guimarães, eleito vereador na capital paraense em 1976.